# Grumman E-2 Hawkeye
Grumman E-2 Hawkeye là một loại máy bay cảnh báo sớm trên không (AEW) chiến thuật trang bị cho tàu sân bay, nó có thể hoạt động trong mọi điều kiện thời tiết. Loại máy bay này có hai động cơ -turboprop, được thiết kế và phát triển cuối thập niên 1950, đầu thập niên 1960 bởi hãng Grumman Aircraft Company cho Hải quân Hoa Kỳ nhằm thay thế cho E-1 Tracer.

## Biến thể

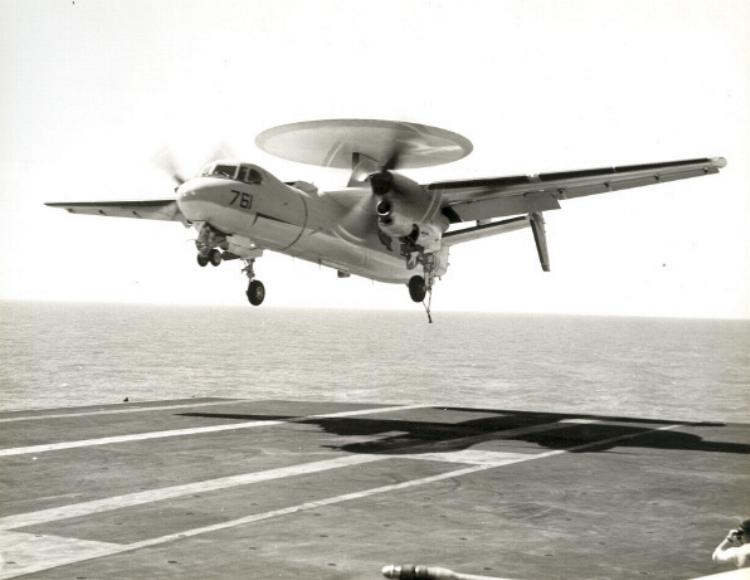
E-2A thuộc VAW-11 hạ cánh năm 1966 trên tàu

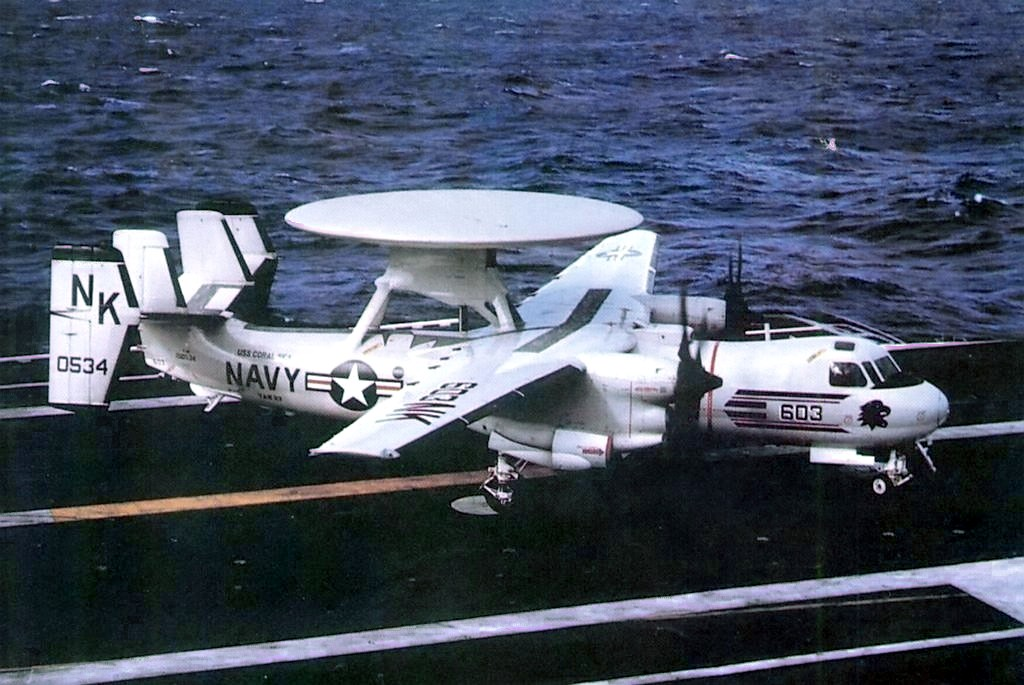
E-2B thuộc VAW-113 sau khi hạ cánh trên tàu USS Coral Sea năm 1979

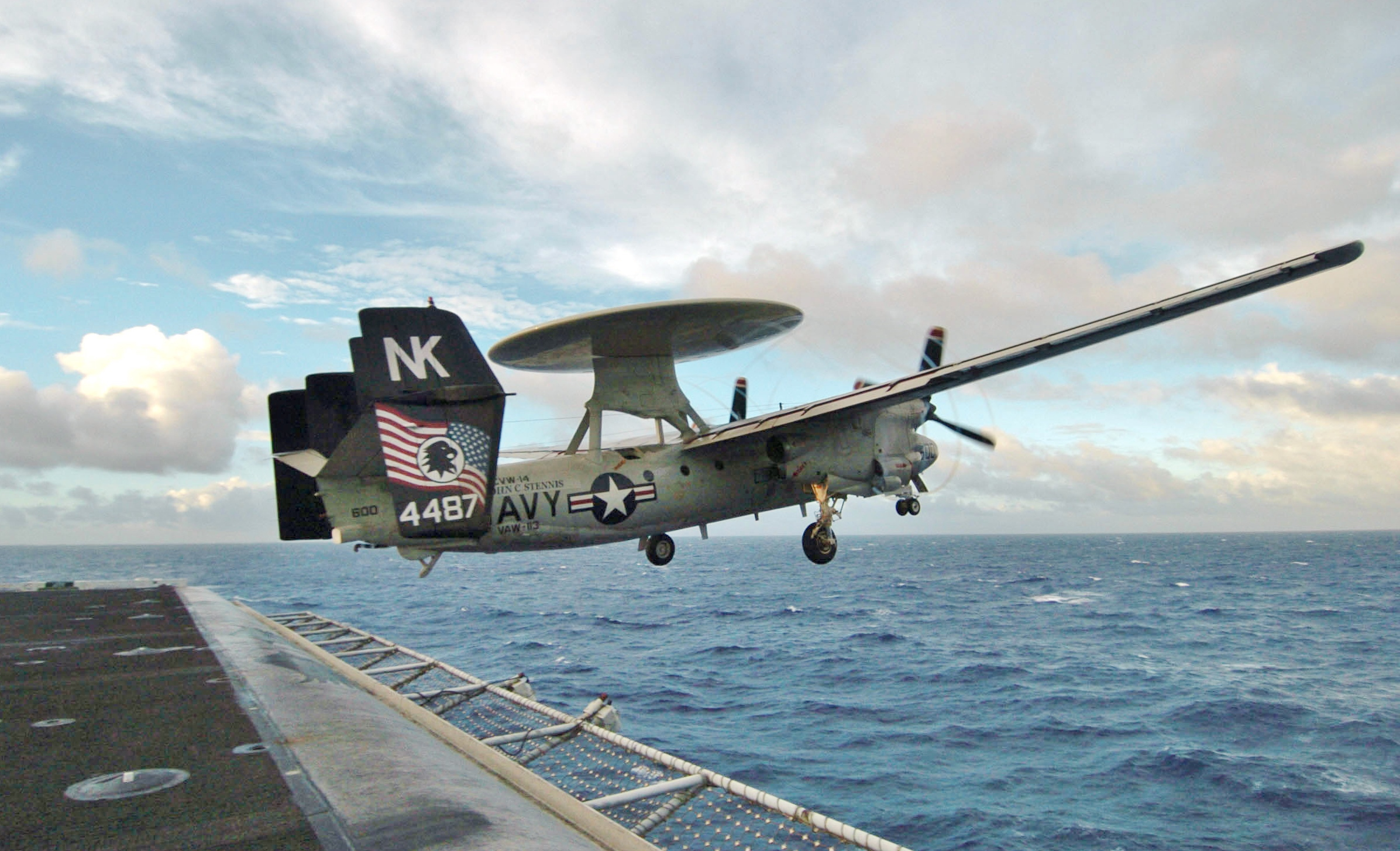
E-2C Hawkeye cất cánh từ tàu USS John C. Stennis

W2F-1
E-2A
TE-2A
YC-2A
E-2B
YE-2C
E-2C
E-2C Group 0
E-2C Group I
E-2C Group 2
E-2C Hawkeye 2000
E-2D
E-2T

## Quốc gia sử dụng
Ai Cập
- Không quân Ai Cập

 Pháp
- Hải quân Pháp
  - Không quân hải quân Pháp[2]

 Israel
- Không quân Israel

 Nhật Bản

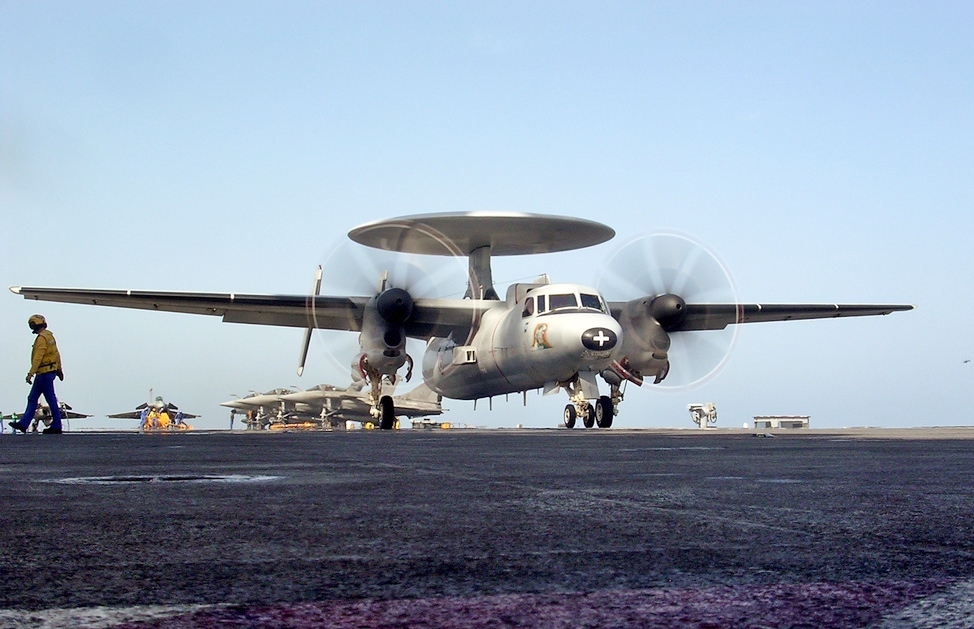
Hawkeye thuộc không quân hải quân Pháp được phóng đi từ tàu sân bay Charles De Gaulle.

- Lực lượng phòng vệ trên không Nhật Bản

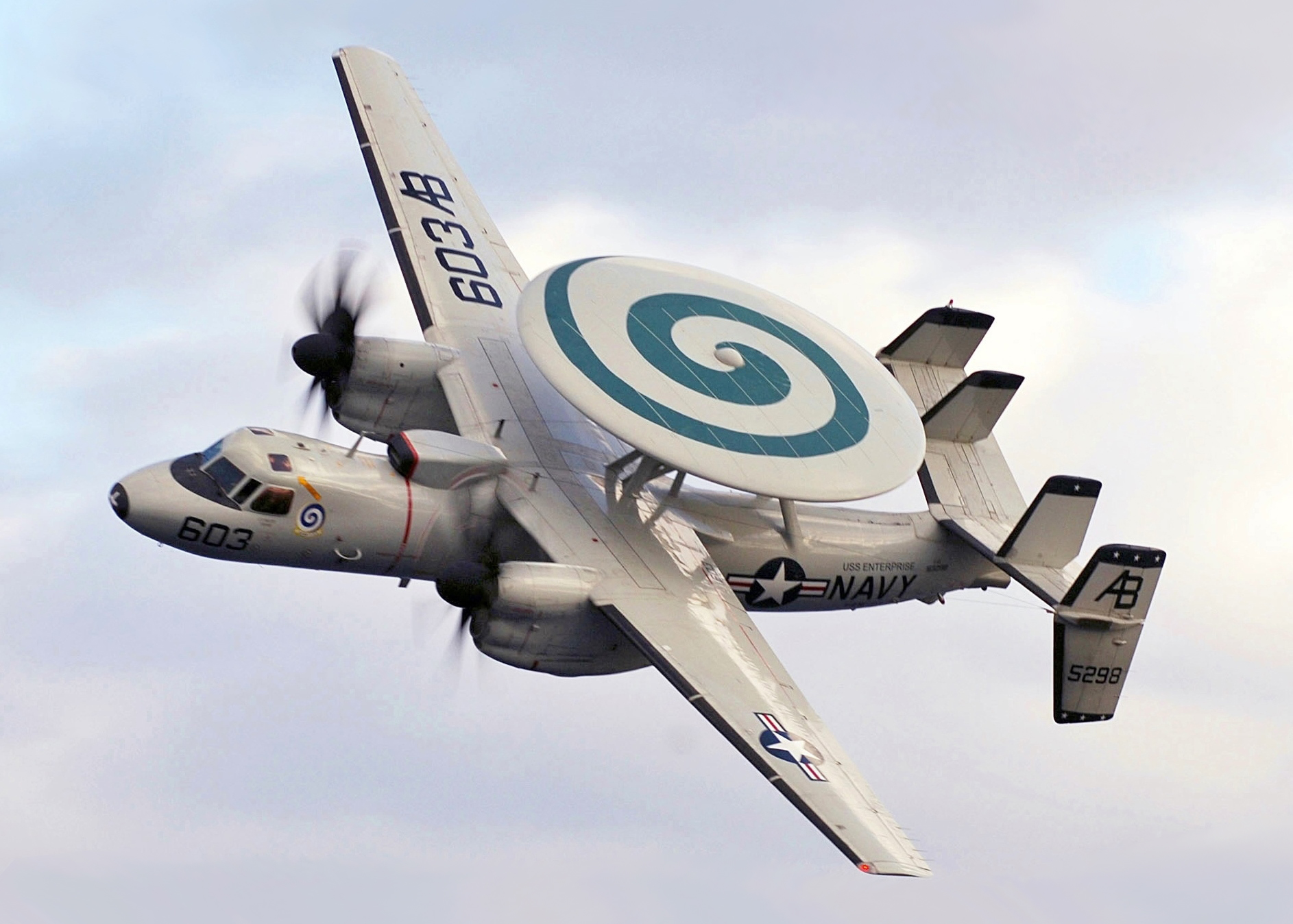
E-2C Hawkeye

 México
- Không quân Mexico[3]

 Đài Loan
- Không quân Cộng hòa Trung Hoa

 Singapore
- Không quân Cộng hòa Singapore[4][5][6]

 Hoa Kỳ
- Hải quân Hoa Kỳ
- Cảnh sát biển Hoa Kỳ[7] (Disestablished)

## Tính năng kỹ chiến thuật (E-2C/D)
Dữ liệu lấy từ US Navy fact file E-2D_Storybook (page 25)
Đặc điểm tổng quát
- Tổ lái: 5
- Chiều dài: 57 ft 8,75 in (17,60 m)
- Sải cánh: 80 ft 7 in (24,56 m)
- Chiều cao: 18 ft 3,75 in (5,58 m)
- Diện tích cánh: 700 ft²[10] (65 m²)
- Trọng lượng rỗng: 40.200 lb (18.090 kg)
- Trọng lượng có tải: 43.068 lb (19.536 kg)
- Trọng lượng cất cánh tối đa: 57.500 lb (26.083 kg)
- Động cơ: 2 × Allison / Rolls-Royce T56-A-427 (E-2C), T56-A-427A (E-2D) kiểu turboprop, 5.100 shp (3.800 kW)  mỗi chiếc

 Hiệu suất bay 
- Vận tốc cực đại: 350 knot (648 km/h)
- Vận tốc hành trình: 256 knot (474 km/h)
- Tầm bay chuyển sân: 1.462 nmi (2.708 km)
- Thời gian bay: 6 h
- Trần bay: 34.700 ft (10.576 m)
- Tải trên cánh: 72,7 lb/ft² (355 kg/m²)
- Công suất/trọng lượng: 0,19 hp/lb (0,32 kW/kg)

Hệ thống điện tử

AN/APS-145 Radar, OL-483/AP IFF interrogator system, APX-100 IFF Transponder, OL-698/ASQ Tactical Computer Group, AN/ARC-182 UHF/VHF radio, AN/ARC-158 UHF radio, AN/ARQ-34 HF radio, AN/USC-42 Mini-DAMA SATCOM system